# Bumın Kagan
Bumın Kagan (altürkisch: 𐰉𐰆𐰢𐰣:𐰴𐰍𐰣, türkisch: Bumin Kağan; † 552) war der Begründer des ersten türkischen Reiches in der Geschichte, des Ersten Türk-Kaganats der Göktürken im spätantiken Zentralasien. Bis zur Entdeckung der Orchon-Runen (1889) und der Entzifferung der Schriften auf ihnen (1893) durch den dänischen Philologen Vilhelm Thomsen war Bumın Kagan nur unter seinem chinesischen Namen 土門 (T'u-men) bekannt, wie er in chinesischen Quellen genannt wurde.

## Namensvarianten
Im Deutschen ist dieser Herrscher auch als „Bumin Kaghan“ bekannt. In der turkologischen Transliteration alttürkischer Namen und Texte ist die Schreibung Bumın Kaġan gebräuchlich, in der traditionellen deutschen Transkription auch Bumïn qaγan.

## Der Stamm der Türk
Bumın war laut Zhou shu (eines der während der Herrschaft der chinesischen Tang-Dynastie entstandenen Geschichtswerke) Sohn des T'u-wu, Enkel des A-hsien-shih und Urenkel des Na-tu-liu (Namen nur in chinesischer Transliteration bekannt).
Bumın Kagan entstammte dem Adelsgeschlecht der A-shih-na und war der Stammesführer des Stammes der Türk (Eigenbezeichnung türk, in chinesischen Quellen t'u-chüeh), dessen Name später der Oberbegriff für alle Turkvölker werden sollte. Der Stamm der Türk war im östlichen Zentralasien am Rande des Altai beheimatet und hielt den wirtschaftlich strategischen Punkt, die Kreuzung zweier Handelswege am Altai, unter seiner Kontrolle. Die eine Handelsstraße verband das Orchon-Tal im Osten mit dem Ili-Tal im Westen. Der andere Handelsweg führte vom oberen Jenissei nach Süden zum Altai und Tianshan. Des Weiteren ist über die Türk bekannt, dass sie geschickte Schmiede waren und ihre Eisenprodukte auch ausführten.
Der Stamm der Türk lebte unter der Oberhoheit der Rouran, die sich ab ca. 400 ausgebreitet hatten und eine Großkonföderation nomadisierender Stämme waren. 520 wurde das Reich der Rouran wegen Thronstreits von den Chinesen in einen Ost- und einen Westteil geteilt. Den Osten des Rouran-Reiches bekam A-na-kuei, während Po-lo-men den Westen regieren sollte. Po-lo-men war allerdings mit dem ihm zugewiesenen Gebiet nicht einverstanden, so dass der Streit andauerte.

## Der Sieg der Türk über die Rouran
Die wohl türkischen Kao-che, wie sie in chinesischen Quellen genannt werden, wollten sich die Streitigkeiten unter den Rouran zunutze machen und versuchten 546 sich von ihrer Oberherrschaft zu befreien, woran sie allerdings vom Stamm der Türk gehindert wurden, die A-na-kuei warnten. Wohl als Zeichen der Dankbarkeit wollte nun der Führer dieses Stammes, Bumın, die Tochter A-na-kueis zur Frau haben, was A-na-kuei allerdings mit der Begründung verweigerte, es sei unangemessen dem Stamme, der der Föderation als Schmiedesklaven diente, eine Prinzessin auszuliefern.
Bumın nahm diese Beleidigung wohl nicht hin, denn mit der gleichen Bitte wandte er sich nun an die West-Wei (einem Nachfolgestaat der Nord-Wei) und bekam die Prinzessin zur Frau. In der Nachfolgezeit kam es zur offenen Revolte der Türk gegen die Rouran. Im Jahr 552 schlug Bumın das Herrscherhaus der Rouran vernichtend und gründete das Erste Türk-Kaganat.

## Die Regierungszeit Bumın Kagans
Bumın Kagan regierte eine äußerst kurze Zeit, da er noch im selben Jahr starb. Keine Quelle unterrichtet über die kurze Zeit seiner Regierung. Nach kurzer Zeit wurde das Reich in eine östliche und eine westliche Verwaltungseinheit als Teil einer Gesamtföderation geteilt, wobei der östliche Teil die Hegemonialmacht über den westlichen Teil bildete. Es ist unklar, ob es zu dieser Teilung des Kaganats von Bumın in zwei Verwaltungseinheiten schon vom ersten Moment an gekommen war, wie es bei anderen zentralasiatischen Nomadenreichen schon vorgekommen war, oder erst nach Bumın Kagans Tod.
Der Nachfolger von Bumın Kagan war Kuo-lo, dessen Name nur aus chinesischen Quellen bekannt ist und der von 552 bis 553 regierte. Nach 553 (bis 572) regierte der älteste Sohn Bumın Kagans Muhan das Türkische Reich (de facto regierte er nur den östlichen Teil des Reichs), während der jüngere Bruder Bumın Kagans Iştämi (wohl identisch mit Sizabulos) als Muhans Vertreter im westlichen Teil bis 575 herrschte. De facto regierte Iştämi den westlichen Teil des Reiches als unabhängiger Herrscher.
Die Orchon-Inschriften erwähnen Bumıns Namen und den Namen seines Bruders Iştämi gleichzeitig und beide als Herrscher, während sie Muhans Namen überhaupt nicht erwähnen, und liefern damit ein Indiz, dass es bereits zu Bumıns Zeiten zur Teilung gekommen sein könnte, was aber bislang nicht weiter bewiesen ist.

## Runeninschriften
In der Köl-Tegin-Inschrift der Orchon-Runen von 732 aus der Zeit des zweiten Türk-Kaganats findet sich folgende Darstellung über Bumın Kagan:
„Als oben der blaue Himmel und unten die Erde erschaffen wurden, wurden zwischen diesen beiden die menschlichen Wesen geschaffen. Über die menschlichen Wesen wurden meine Vorfahren Bumin Kağan und Iştämi Kağan zu Herrschern. Nachdem sie Herrscher geworden waren, organisierten und regierten sie den Staat und die Einrichtungen (traditionellen Gesetze) des türkischen Volkes. Zu allen vier Himmelsrichtungen hatten sie Feinde. Sie marschierten mit ihren Armeen und eroberten die Völker in allen vier Richtungen und machten sie zu Untertanen. Sie veranlassten die stolzen Feinde, sich zu verbeugen, und die Mächtigen, in die Knie zu fallen.“

## Belege
1. ↑  Britannica Online Encyclopedia Orhon inscriptions
2. ↑  Peter B. Golden: An Introduction to the History of the Turkic Peoples: Ethnogenesis and State-Formation in Medieval and Early Modern Eurasia and the Middle East, Wiesbaden 1992, S. 119
3. ↑  Wolfgang-Ekkehard Scharlipp: Die frühen Türken in Zentralasien, S. 2, S. 11f., S. 18f., S. 23, S. 25, S. 30

| Personendaten    | Personendaten                                                                                         |
| ---------------- | --- |
| NAME             | Bumın Kagan                                                                                           |
| ALTERNATIVNAMEN  | Bumın Kaġan; Bumın Kağan; Bumin Kağan; Bumin Kaghan; Bumin Khagan; Bumin Ilkhan; T'u-men (chinesisch) |
| KURZBESCHREIBUNG | Gründer des Göktürkenreiches                                                                          |
| GEBURTSDATUM     | 5. Jahrhundert oder 6. Jahrhundert                                                                    |
| STERBEDATUM      | 552                                                                                                   |